# NGC 1086
NGC 1086 é uma galáxia espiral (Sc) localizada na direcção da constelação de Perseus. Possui uma declinação de +41° 14' 48" e uma ascensão recta de 2 horas, 47 minutos e 56,2 segundos.
A galáxia NGC 1086 foi descoberta em 20 de Agosto de 1885 por Lewis A. Swift.